# Daniel M. Lavery
Daniel M. Lavery (28 de noviembre de 1986) es un autor y editor estadounidense. Es conocido por haber cofundado el sitio web The Toast y escrito los libros Texts from Jane Eyre (2014), The Merry Spinster (2018) y Something That May Shock and Discredit You (2020). Lavery escribió la columna de consejos "Dear Prudence" de Slate de 2016 a 2021. De 2022 a 2023, presentó un podcast en Slate titulado Big Mood, Little Mood. En 2017, Lavery inició un boletín informativo por correo electrónico de pago en Substack titulado Shatner Chatner, rebautizado como The Chatner en 2021.

## Primeros años
Lavery creció en el norte de Illinois y luego en San Francisco. Es uno de los tres hijos del autor cristiano evangélico y ex pastor de la Iglesia de Menlo, John Ortberg, y Nancy Ortberg, quien también es pastora y directora ejecutiva de Transforming the Bay with Christ. Lavery asistió a la Universidad Azusa Pacific, una universidad cristiana evangélica privada en California. Mientras era estudiante, Lavery apareció en Jeopardy! y terminó en tercer lugar.

## Escritura

### Influencias
Lavery ha reconocido la influencia del trabajo de Shirley Jackson y su novela Siempre hemos vivido en el castillo, en particular, y de El progreso del peregrino, de John Bunyan.

### Resumen de la carrera profesional
Lavery escribió para Gawker y The Hairpin. A través de este trabajo, conoció a Nicole Cliffe, con quien Lavery operó The Toast, un sitio web feminista de interés general, desde julio de 2013 hasta julio de 2016.
Lavery fue incluida en la lista Forbes "30 menores de 30" de 2015 en la categoría de medios. El 9 de noviembre de 2015, Slate anunció que se haría cargo de la columna de consejos de la revista "Dear Prudence" de Emily Yoffe. Lavery dejó de escribir la columna en mayo de 2021.
En 2017, Lavery lanzó Shatner Chatner, un boletín informativo por correo electrónico de pago en Substack. El 19 de mayo de 2021, aceptó un acuerdo con Substack Pro y acortó el nombre del boletín a The Chatner.

### Libros

#### Texts from Jane Eyre
El primer libro de Lavery, Textos de Jane Eyre, se publicó en noviembre de 2014  y se convirtió en un bestseller del New York Times. El libro se basó en una columna que escribió primero en The Hairpin y luego continuó en The Toast, que imagina a personajes literarios conocidos intercambiando mensajes de texto. La premisa se inspiró en un hilo de comentarios sobre un artículo que Cliffe había escrito para The Awl; en la reseña de Cliffe de Lo que el viento se llevó, un comentarista escribió que su experiencia en el Sur era casi idéntica a la novela "excepto que todo el mundo tiene teléfonos móviles". Esto llevó a Lavery a imaginar cómo Scarlett O'Hara podría haber utilizado un teléfono celular.

#### Rick and Morty Presents: Krombopulos Michael
El primer one-shot de cómic de Lavery, titulado Rick and Morty Presents: Krombopulos Michael, fue publicado por Oni Press el 20 de junio de 2018, siguiendo al personaje de Rick y Morty del mismo nombre.

#### The Merry Spinster
En 2018 publicó una colección de historias cortas, The Merry Spinster: Tales of Everyday Horror (Henry Holt, 2018). El libro, el segundo lanzamiento de Lavery, fue muy esperado, con Publishers Weekly, Bustle, The A.V. Club e InStyle Australia incluidos en sus listas de próximos títulos en 2018. The Merry Spinster reinventa cuentos de hadas como La Cenicienta y La Bella y la Bestia; en el diario Los Angeles Times, Agatha French describió sus versiones como si hicieran las "historias a la vez más extrañas y, sin embargo, de alguna manera más familiares".

#### Something That May Shock and Discredit You
El tercer libro de Lavery, una autobiografía titulada Something That May Shock and Discredit You, fue publicado en febrero de 2020 por Simon & Schuster. Se publicó originalmente como ensayos individuales.

#### Women's Hotel: A Novel
En 2024, Lavery publicó Women's Hotel: A Novel, su primera novela. Ambientada en los años 60, presenta diferentes relatos en el Biedermeier Hotel, un hotel residencial para mujeres que enfrenta dificultades económicos y deja de servir el desayuno continental a sus residentes. 7 residentes, apoyadas por el operador del elevador, hacen plan para enfrentar la crisis. Lavery la describió como "unas cuantas impresiones de una forma de vida que fue brevemente posible para un pequeño grupo de mujeres en las décadas de mediados del siglo pasado."

## Vida personal
En 2017, Lavery se identificaba como queer. En febrero de 2018, habló con Autostraddle sobre el proceso de transición de género mientras escribía The Merry Spinster. El mes siguiente, Lavery fue entrevistado por Heather Havrilesky en la revista neoyorquin The Cut sobre su salida del armario como persona transgénero.
En noviembre de 2018, Lavery y su novia, Grace Lavery, profesora asociada de inglés en UC Berkeley y "la académica transgénero más seguida del mundo en las redes sociales", incluidas Twitter e Instagram, anunciaron su intención de casarse. Se casaron el 22 de diciembre de 2019.